# Shaft (kommunhuvudort)
Shaft (persiska: شفت) är en kommunhuvudort i Iran.   Den ligger i provinsen Gilan, i den nordvästra delen av landet, 240 km nordväst om huvudstaden Teheran. Shaft ligger 45 meter över havet och antalet invånare är 6 158.
Terrängen runt Shaft är huvudsakligen platt, men söderut är den kuperad. Runt Shaft är det ganska tätbefolkat, med 111 invånare per kvadratkilometer. Närmaste större samhälle är Fūman, 9,8 km nordväst om Shaft. Trakten runt Shaft består till största delen av jordbruksmark.